# Distrito Escolar Independiente de Manor

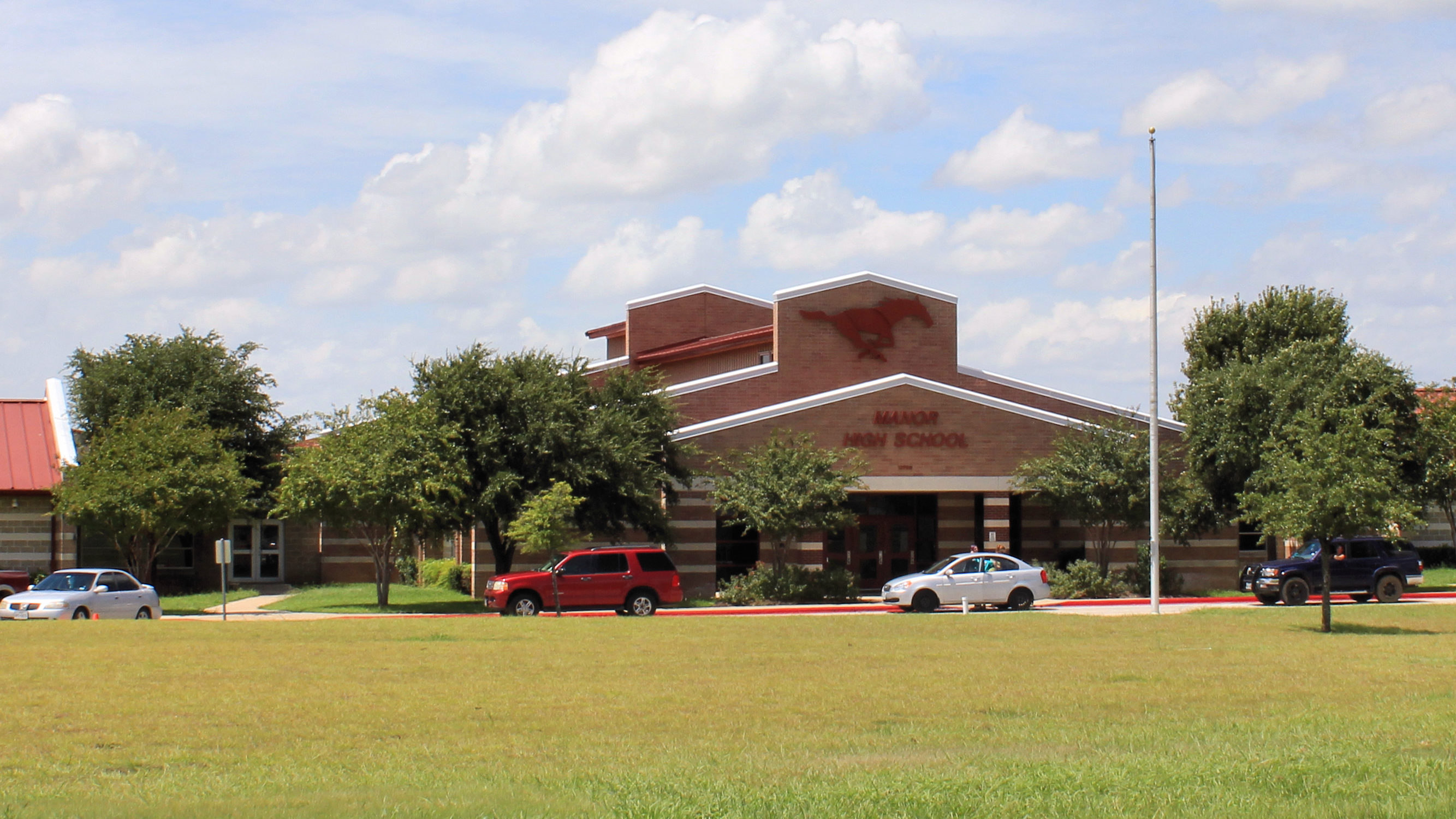
Escuela Preparatoria Manor (Manor High School)

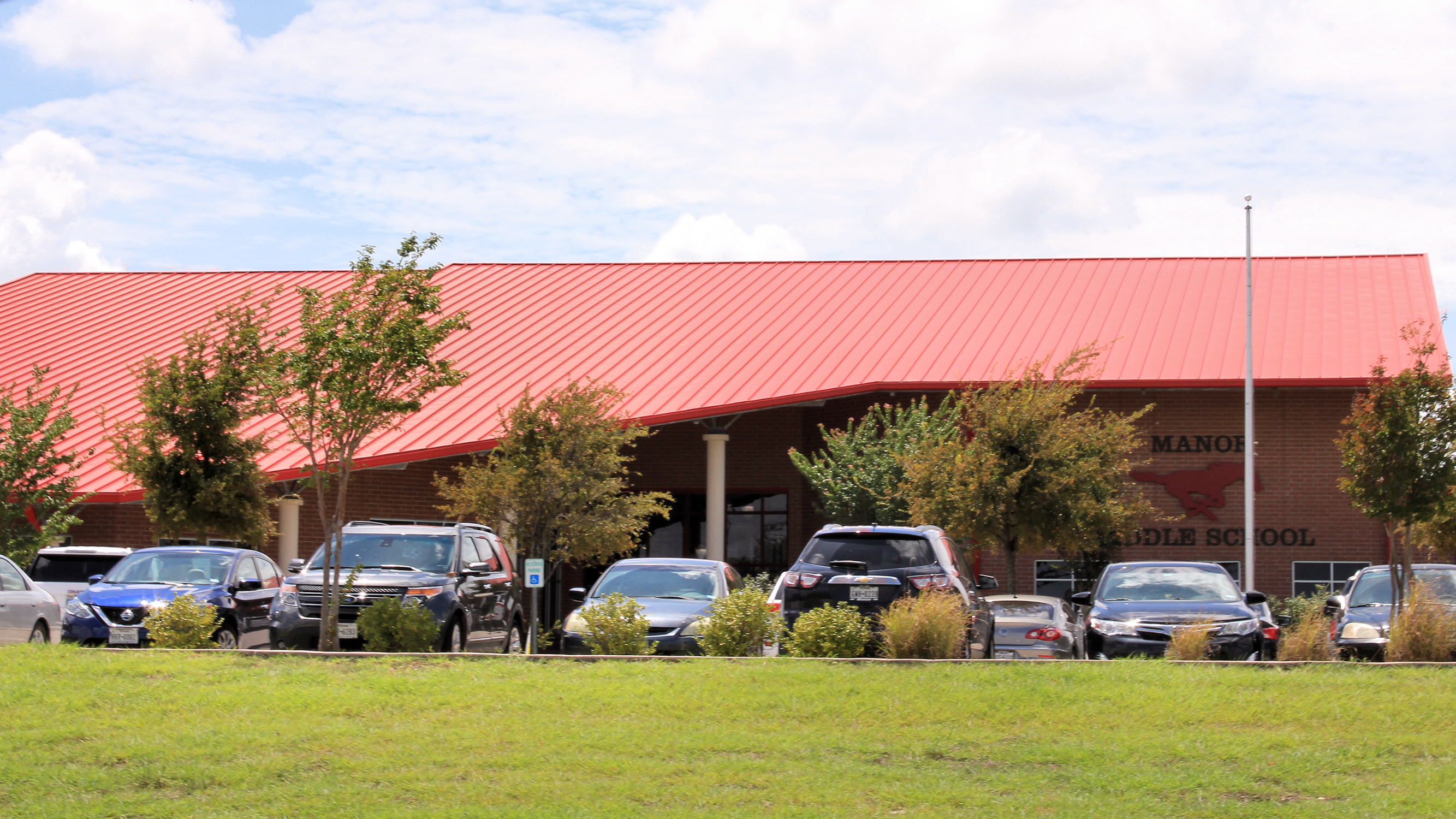
Escuela Media Manor (Manor Middle School)

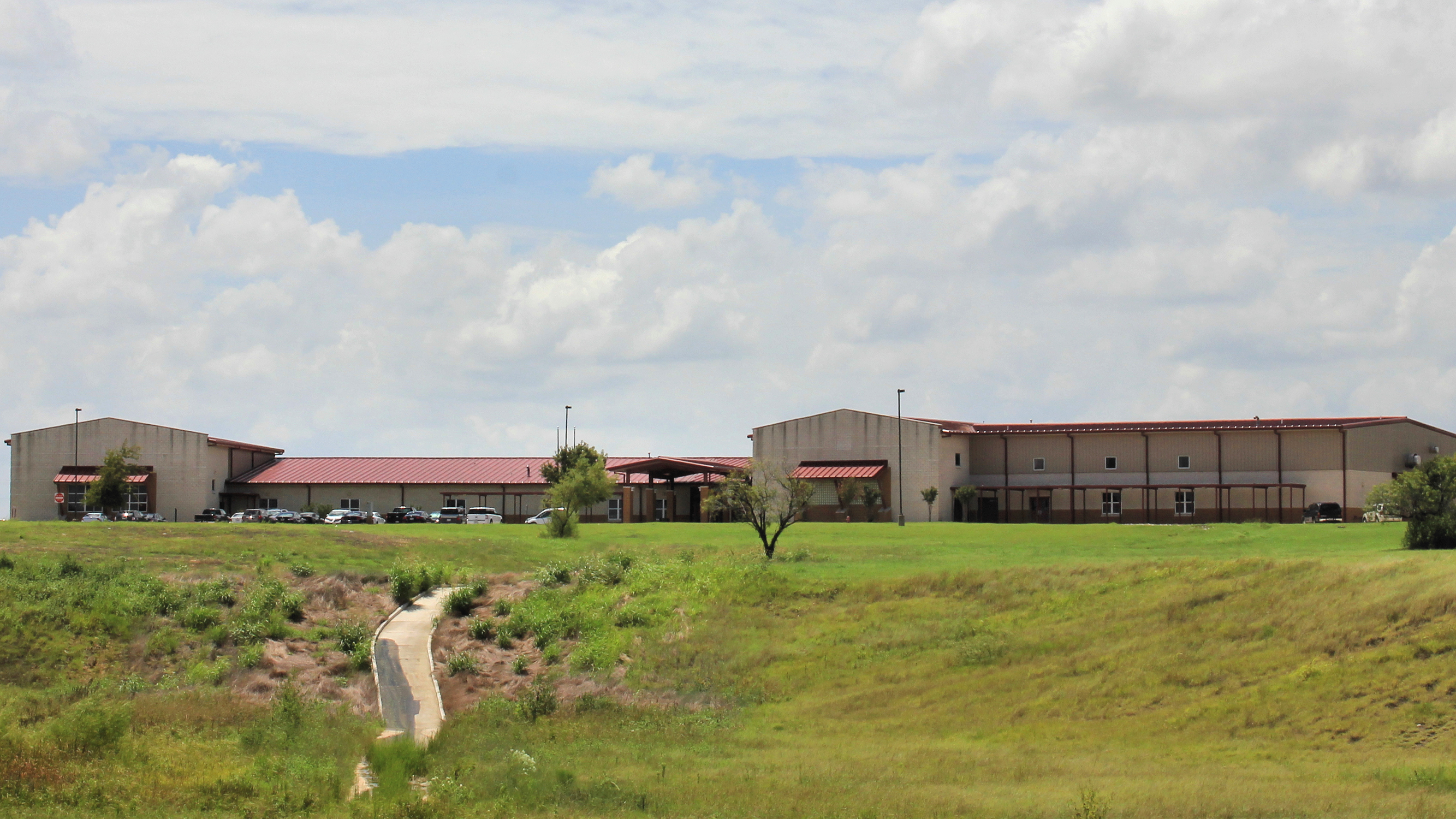
Escuela Primaria Manor (Manor Elementary School)

Distrito Escolar Independiente de Manor (Manor Independent School District, MISD) es un distrito escolar independiente del Condado de Travis, Texas. Tiene su sede en Manor.
A partir de 2016, tenía 8.000 estudiantes. Con una superficie de aproximadamente 100 millas cuadradas, sirve Manor y partes de Austin y el área cercana de Elgin. Gestiona 8 escuelas primarias, dos escuelas secundarias, dos escuelas preparatorias (high schools), y una escuela alternativa.